# Wilhelm Pinsker
Wilhelm Pinsker (Viena, 22 de octubre de 1945) es un escritor, genetista de poblaciones, biólogo y zoólogo austríaco.

## Biografía
En noviembre de 1973, se doctoró en etología zoológica con un Philosophiæ doctor. Y, en noviembre de 1984 se habilitó en la asignatura de Genética por la Universidad de Tubinga; y, en febrero de 1988 en la Facultad de Medicina de la Universidad de Viena. Desde enero de 1997 hasta su retiro en diciembre de 2003, enseñó como profesor extraordinario en la Facultad de Medicina de la Universidad de Viena. 
De 1971 a 1974, trabajó en el Instituto de Biología General de la Universidad de Viena. De 1974 a 1986, trabajó en genética de poblaciones en el Instituto de Biología II de la Universidad de Tubinga. Desde 1987 a 2003, trabajó en el Instituto de Biología Médica de la Universidad de Viena. Desde 2003 es colaborador de Sistemática Molecular en el Museo de Historia Natural de Viena.
Enseñó en cátedras de varias Universidades: 1) Viena (Introducción a la Genética, Biología y medicina, Genética y medicina, Biología molecular de la Célula, Poblaciones y Genética evolutiva, Biología del desarrollo, Citogenética, Evolución Molecular), 2) Tubinga (Biología y medicina, genética de poblaciones) y 3) Salzburgo (genética de poblaciones).
Sus campos de investigación abarcaron biología molecular vegetal y animal, incluyendo marmotas, aves de presa, Podarcis, cotorras, abetos y moscas del vinagre.
Es miembro de la Sociedad Zoológica de Alemania.

## Honores
En 1998, las zoólogas Anita Gamauf y Monika Preleuthner del Museo de historia Natural de Viena, nombraron a Nisaetus pinskeri, en su honor.

## Abreviatura (zoología)
La abreviatura Pinsker  se emplea para indicar a Wilhelm Pinsker como autoridad en la descripción y taxonomía en zoología.